# Dorothy Gale
Dorothy Gale es un personaje ficticio de la novela El maravilloso mago de Oz (1900), del escritor estadounidense L. Frank Baum, y sus secuelas. También es la protagonista de la película El mago de Oz (1939). Su nombre se tradujo a Dorita en el doblaje en España, mientras que en Hispanoamérica se conservó Dorothy. 
Nacida de familia campesina, es una pequeña niña huérfana que vive en Kansas con su tía Em, su tío Henry y su perro Totó. Durante un tornado, ella y su casa vuelan por los aires y caen en la Tierra de Oz. Ahí se encuentra con una bruja buena que le da zapatos mágicos y las instrucciones para volver a casa. En su aventura se hace amiga de un hombre de hojalata, un león y un espantapájaros que la acompañan a Ciudad Esmeralda a través del camino de baldosas amarillas a pedir diferentes deseos al Mago de Oz.